# Cinnamodendron ekmanii
Cinnamodendron ekmanii är en tvåhjärtbladig växtart som beskrevs av Herman Otto Sleumer. Cinnamodendron ekmanii ingår i släktet Cinnamodendron och familjen Canellaceae. Inga underarter finns listade.